# إريكا ديفيدسون
إريكا ديفيدسون (بالإنجليزية: Erika Davidson)‏ هي مصورة أمريكية، ولدت في 19 يوليو 1926، وتوفيت في 21 مارس 2007.